# Oosterse langlijf
De oosterse langlijf (Sphaerophoria chongjini) is een vliegensoort uit de familie van de zweefvliegen (Syrphidae). De wetenschappelijke naam van de soort is voor het eerst geldig gepubliceerd in 1964 door Bankowska.